# Præstø
Præstø är en tätort och stad på ön Själland i östra Danmark. Den ligger i Vordingborgs kommun vid den från Fakse Bugt nästan avsnörda Præstø Fjord. Staden har 3 864 invånare (2017).
Namnet Præstø förekommer första gången 1321 och 1403 erhöll staden stadsprivilegier. Strax norr om Præstø ligger Nysø där Bertel Thorvaldsen var bosatt.
Staden dominerades under slutet av 1900-talet av maskin-, plastvaru- och elektronikindustri.